# Đại học Đồng Tế

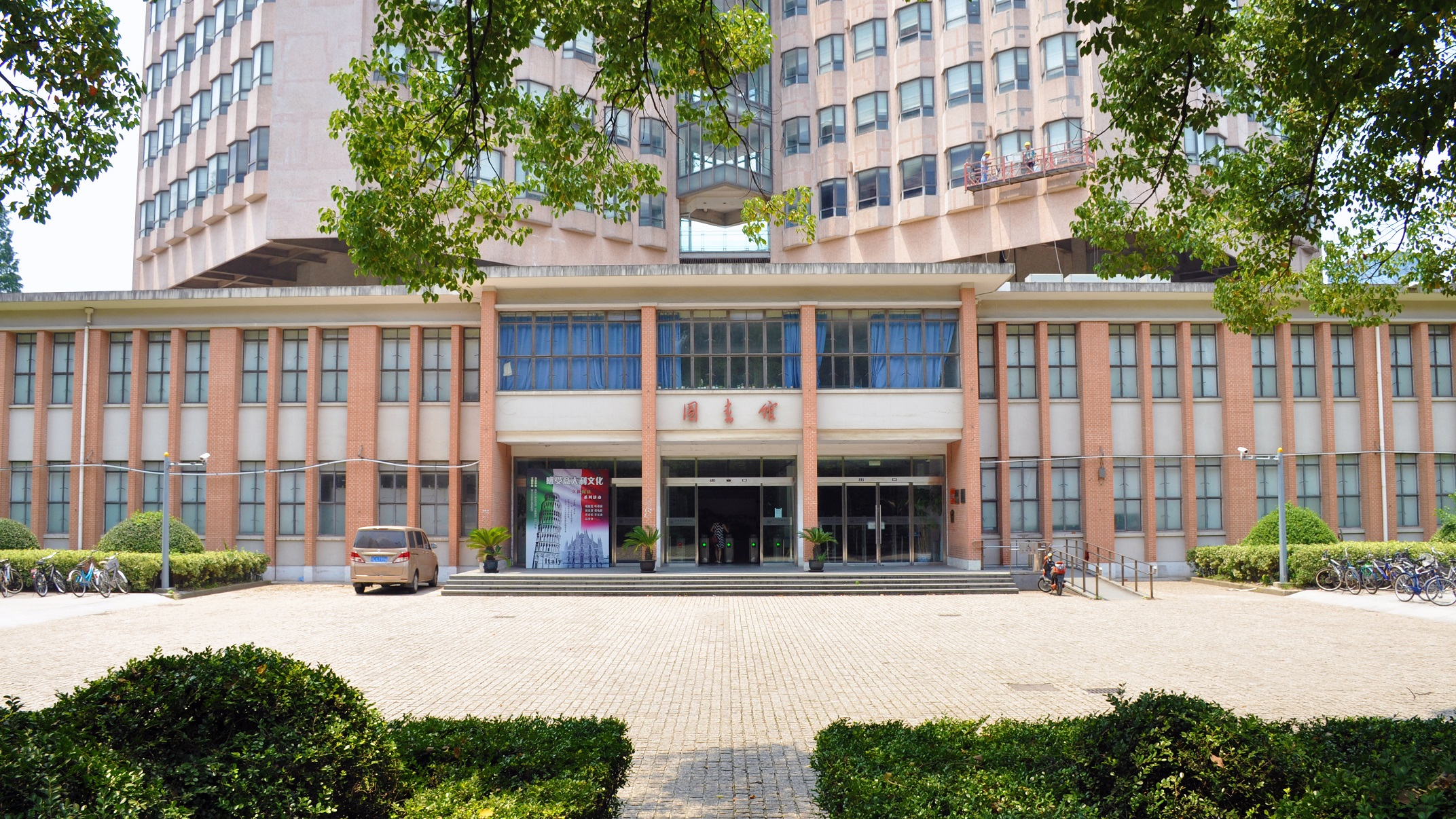

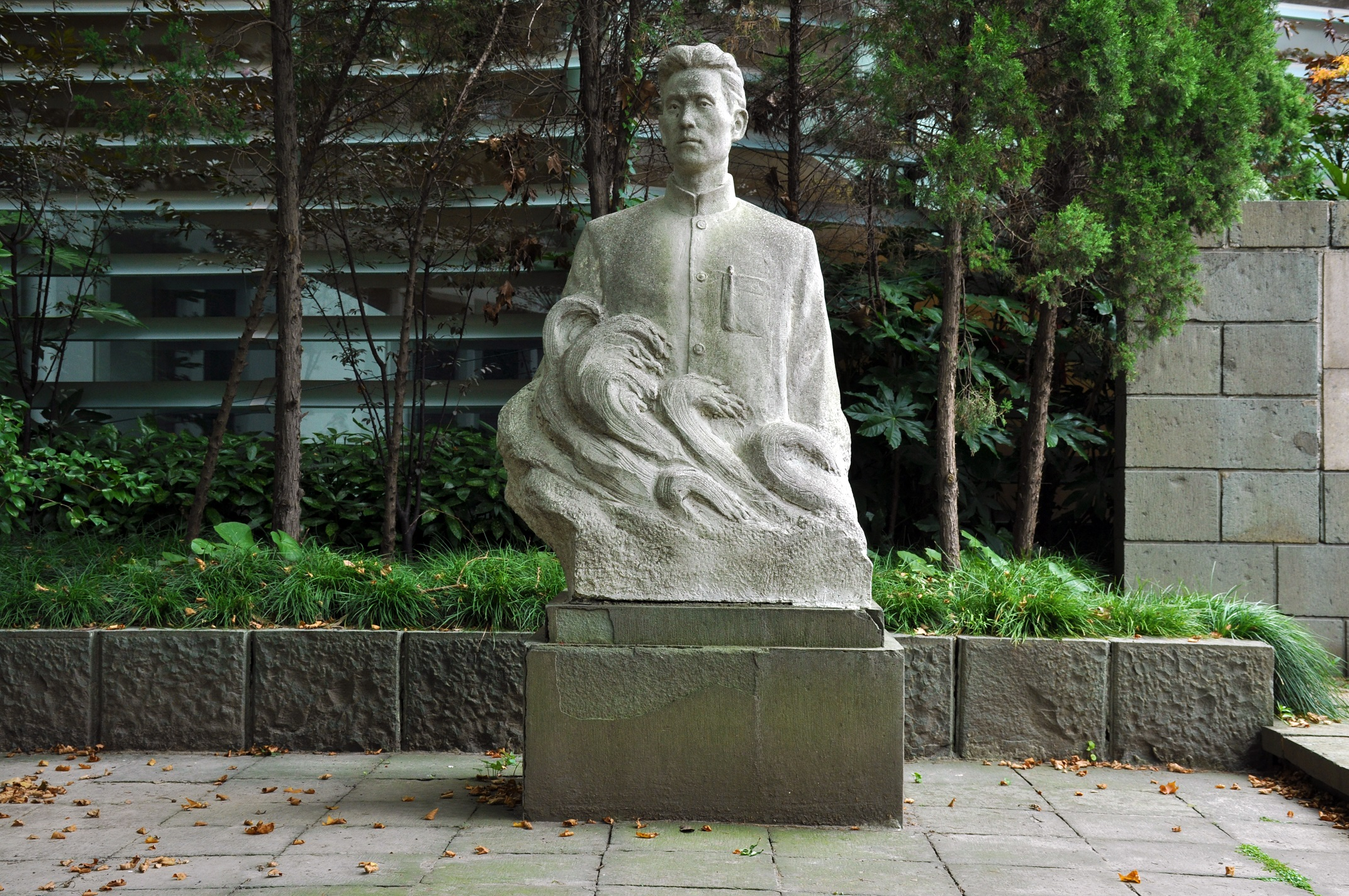

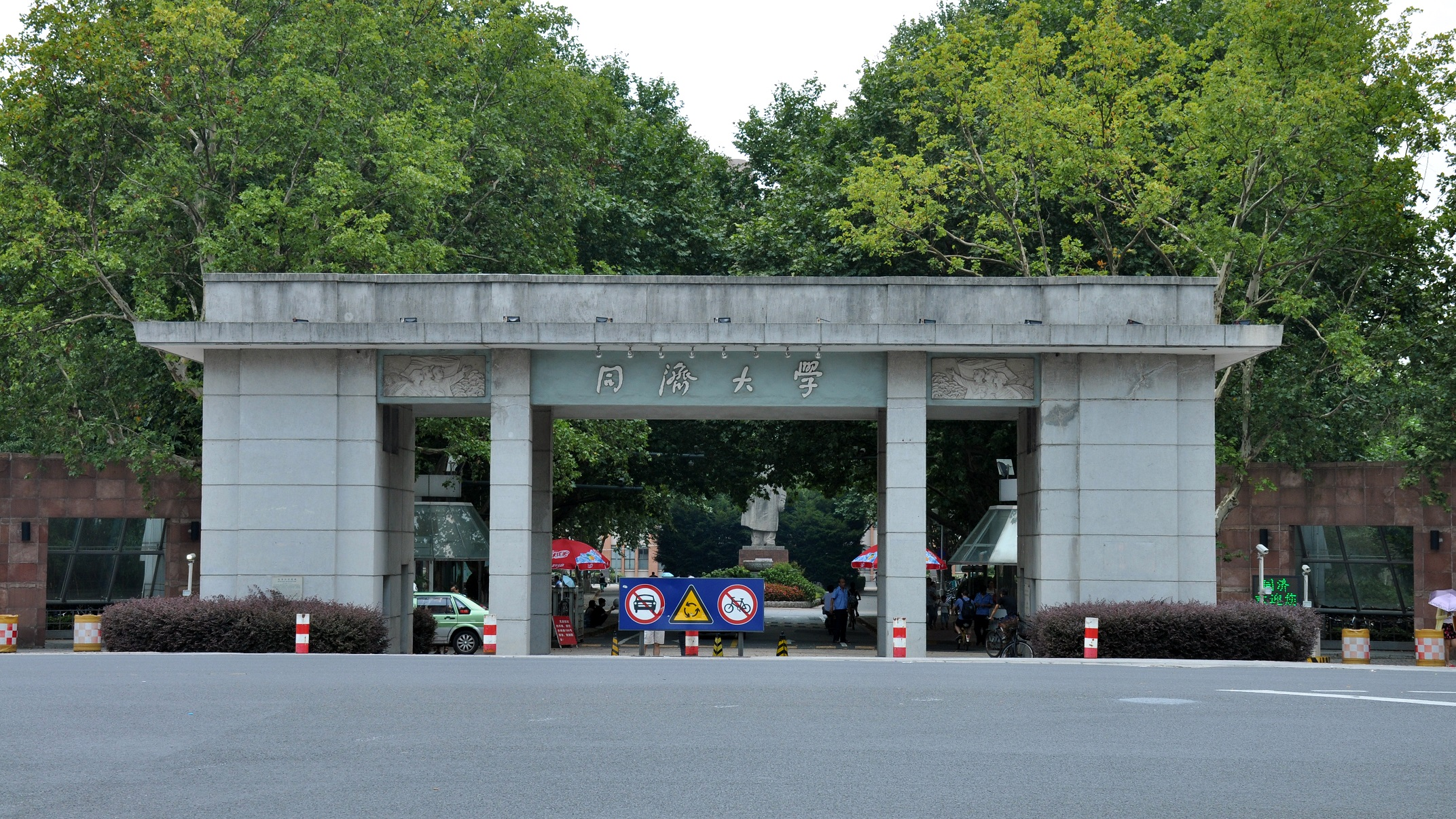
Tongji Daxue Xiaomen

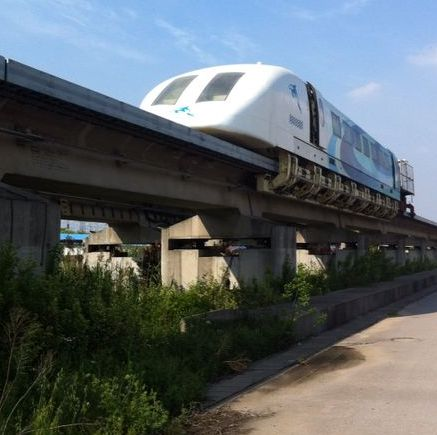
Maglev

Đại học Đồng Tế (giản thể: 同济大学, phồn thể: 同濟大學), tọa lạc ở đông bắc của thành phố Thượng Hải, là một trong những trường đại học danh giá và tinh tuyển nhất Trung Quốc với 54.000 sinh viên và hơn 8520 giảng viên. Trường có chương trình giảng dạy từ bậc đại học đến sau đại học. Đây cũng là một trong những trường cổ nhất Trung Quốc, được thành lập năm 1907 bở Erich Paulun, một bác sĩ người Đức ở Thượng Hải.